# František Zezulka
Prof. Ing. František Zezulka, CSc. (* 1943, Počátky) je vysokoškolský profesor Vysokého učení technického v Brně (VUT).
V roce 1968 absolvoval Fakultu elektrotechniky Vysokého učení technického v Brně, obor technická kybernetika. V roce 1978 získal tamtéž titul CSc. O dvanáct let později (1990) habilitoval na VUT, kde byl také jmenován v roce 2004 profesorem.
Od roku 1968 pracoval na Ústavu automatizace a měřicí techniku (ÚAMT) Fakulty elektrotechniky a komunikačních technologií VUT, kde, s přestávkou v letech 1987-1989, pracuje dosud. Je garantem předmětu Automatizace procesů (MAUP, LAUP).